# Zalmoxis cuspanalis
Zalmoxis cuspanalis is een hooiwagen uit de familie Zalmoxioidae.